# Eucera subrufa
Eucera subrufa är en biart som beskrevs av Amédée Louis Michel Lepeletier 1841. Eucera subrufa ingår i släktet långhornsbin, och familjen långtungebin. Inga underarter finns listade i Catalogue of Life.